# 돈녕부
돈녕부(敦寧府)는 조선 시대의 왕과 왕비의 친인척을 관리하던 관청이다. 태종 때 설치되었다.

## 개요
1414년(태종 14년) 음력 1월 28일에 설치되었다. 종친부에 속하지 않는 왕의 친족을 관리하던 곳으로, 개설 당시에는 왕과 같은 성을 쓰지만 태조의 자손이 아닌 자와 왕실 외척의 사돈 지간, 그리고 왕실의 외손을 관리하는 부서였다. 그러나 처음에는 돈녕부에 속해야 하는 친족의 범위가 명확하게 지정되지 않아 종친부에 있어야 할 이가 돈녕부로 가는 등 갖가지 폐단이 생겨났다. 이를 막기 위해 1437년(세종 19년)에 왕과 같은 성을 쓰는 사람은 왕과 9촌 이상인 친족과 7촌 이상 남매의 남편, 왕과 다른 성을 쓰는 외척의 경우 왕과 7촌 이상인 친척과 5촌 이상 남매의 남편, 왕비와 같은 성을 쓰는 7촌 이상의 친족과 5촌 이상 자매의 남편 및 왕비와 다른 성을 쓰는 5촌 이상 친척과 4촌 질녀 이상의 남편으로 그 범위를 지정하였다.
돈녕부의 수장은 영돈녕부사(또는 돈녕부영사)라 불리었으며, 주로 국구(왕의 장인)나 왕비의 형제들이 그 자리를 맡았다. 품계는 정1품이나 실질적인 권한은 크게 없었으며, 단지 국가에서 정1품에 상당하는 급여와 명예를 보장해주기 위해 국구에게 내려주는 일종의 명예직이었다. 왕비의 아버지나 형제들이 모두 없을 경우에는 전왕의 왕비의 형제 등이 맡기도 하였으며, 그보다 낮은 직제 역시 대부분 왕과 왕비의 친인척이 중심이 되어 역할을 맡는 경우가 대부분이었다.
돈녕부에서는 3년에 한 번씩 돈녕부에 해당하는 이들을 직접 조사하고 기록하여 왕에게 보고하였으며, 다만 1471년(성종 2년) 이후부터 왕비의 친족은 해당 가문의 대표자가 직접 조사하고 그 명단을 돈녕부에 보고하는 방식으로 바뀌었다.
대한제국 수립 이후 돈녕원으로 이름을 바꾸고 계속 유지하였다. 직제의 변동 없이 1910년 일본에 의해 국권이 빼앗길 때까지 계속 존재하면서 왕실의 친인척들을 관리하였으며, 한때 귀족원으로 개편되기도 하였다.

## 청사
돈녕부 청사는 한성부 중부(中部) 정선방에 있었다. 종로3가 사거리에서 창덕궁 돈화문으로 이어지는 돈화문로의 서쪽 지역이며, 정확한 위치는 미상이다.

## 기타
특정한 사무가 주어지지 않은 관직이나, 중추부, 의금부, 성균관의 영사, 판사, 지사와 달리 돈녕부의 영사, 판사, 지사는 다른 관청의 영의정, 좌의정, 우의정, 좌우찬성, 6조의 판서 등이 겸직할 수 없는 직책으로 운영되었다.

## 관제
| 품계         | 관제명          | 인원 수 |
| ------------ | --------------- | ------- |
| 정1품        | 영사 (領事)     | 1명     |
| 종1품        | 판사 (判事)     | 1명     |
| 정2품        | 지사 (知事)     | 1명     |
| 종2품        | 동지사 (同知事) | 2명     |
| 정3품 당상관 | 첨지사(僉知事)  | 1명     |
| 정3품 당상관 | 도정(都正)      | 1명     |
| 정3품 당하관 | 정(正)          | 1명     |
| 종3품        | 부정(副正)      | 1명     |
| 종4품        | 첨정(僉正)      | 2명     |
| 종5품        | 판관 (判官)     | 2명     |
| 종6품        | 주부 (注簿)     | 2명     |
| 종7품        | 직장(直長)      | 2명     |
| 종8품        | 봉사(奉事)      | 2명     |
| 종9품        | 참봉(參奉)      | 2명     |

## 참고 자료
- 《조선의 왕실과 외척》(2003년, 박영규, 김영사)

## 같이 보기
- 종친부
- 내명부